# Pradinas

Pradinas este o comună în departamentul Aveyron din sudul Franței. În 1 ianuarie 2022 avea o populație de 359 de locuitori.